# Helikoid
Helikoid (grč. ἕλıξ, genitiv ἕλıϰος: zavoj, spirala + -id) je zavojna pravčasta ploha koja nastaje kada se, na primjer, vodoravan pravac jednoliko okreće oko okomitoga pravca pod stalnim kutom i pritom se i jednoliko diže. Po obliku je sličan Arhimedovu vijku ali se beskonačno proteže u svim smjerovima. Prvi su ga opisali Leonhard Euler (1774.) i Jean-Baptiste Meusnier de la Place (1776.).

## Vanjske poveznice
|  | Zajednički poslužitelj ima još gradiva o temi Helikoid |